# Umbelina de Mattos Lorena de Sant'Anna
Umbelina de Mattos Lorena de Sant'Anna foi uma educadora e assistente social brasileira, diretora do Colégio Estadual Marechal João Baptista de Mattos. Era filha do primeiro marechal negro do Brasil, João Baptista de Mattos e foi uma figura importante na reconstrução de sua história. Recebeu uma Médaille de Vermeil da Société d’Encouragement au Progrès, que "incentiva serviços excepcionais prestados à causa do progresso por personalidades ou pessoas jurídicas." Foi membro da Irmandade de Nossa Senhora do Rosário e São Benedito dos Homens Pretos do Rio de Janeiro desde 1969, recebendo o titulo de Irmão Remido em 2013.

## Biografia
Nasceu na Bahia em 1930, a quarta filha de sete, quando o navio que seus pais tomavam em viagem do Rio de Janeiro a Sergipe parou lá para abastecer. Como filha de militar, mudava-se muito na infância, estudando em escolas publicas no Rio Grande do Sul, Pará, e Rio de Janeiro, onde concluiu o Ensino primário.
Formou-se pelo Instituto de Educação do Rio de Janeiro como Professora Primária aos 19 anos e passou a lecionar. Em 1954, obtém seu diploma de Bacharel e Licenciatura em Geografia e História pela Faculdade Nacional de Filosofia, e começa a dar aulas no Instituto de Educação.
Casou-se com um militar, Job Lorena, em 1957, com quem teve cinco filhos. Devido à carreira de seu marido, voltou a viajar o país. Neste período, dedicou-se ao ensino voluntário, criando núcleos de aprendizagem em várias cidades ao redor do Brasil. 

### Ensino Voluntário
Começando em Itajubá (MG), onde a sala de visita de sua casa passou a funcionar como uma sala de aula para pessoas de todas as idades, lecionava ciências sociais, ciências políticas, matemática, ciências físicas, e línguas. Em 1958, muda-se para Caicó (RN), onde consegue uma sala na biblioteca para continuar suas aulas voluntárias. Em Caicó, começou a desenvolver um método de alfabetização usando trechos de jornais para as crianças que participavam de suas aulas. Continuou seu programa de estudos até sua morte, oferecendo aulas gratuitas de 1° e 2° grau para mulheres, crianças, adolescentes e idosos, no Acre, na Paraíba, em Brasília e no Rio de Janeiro.

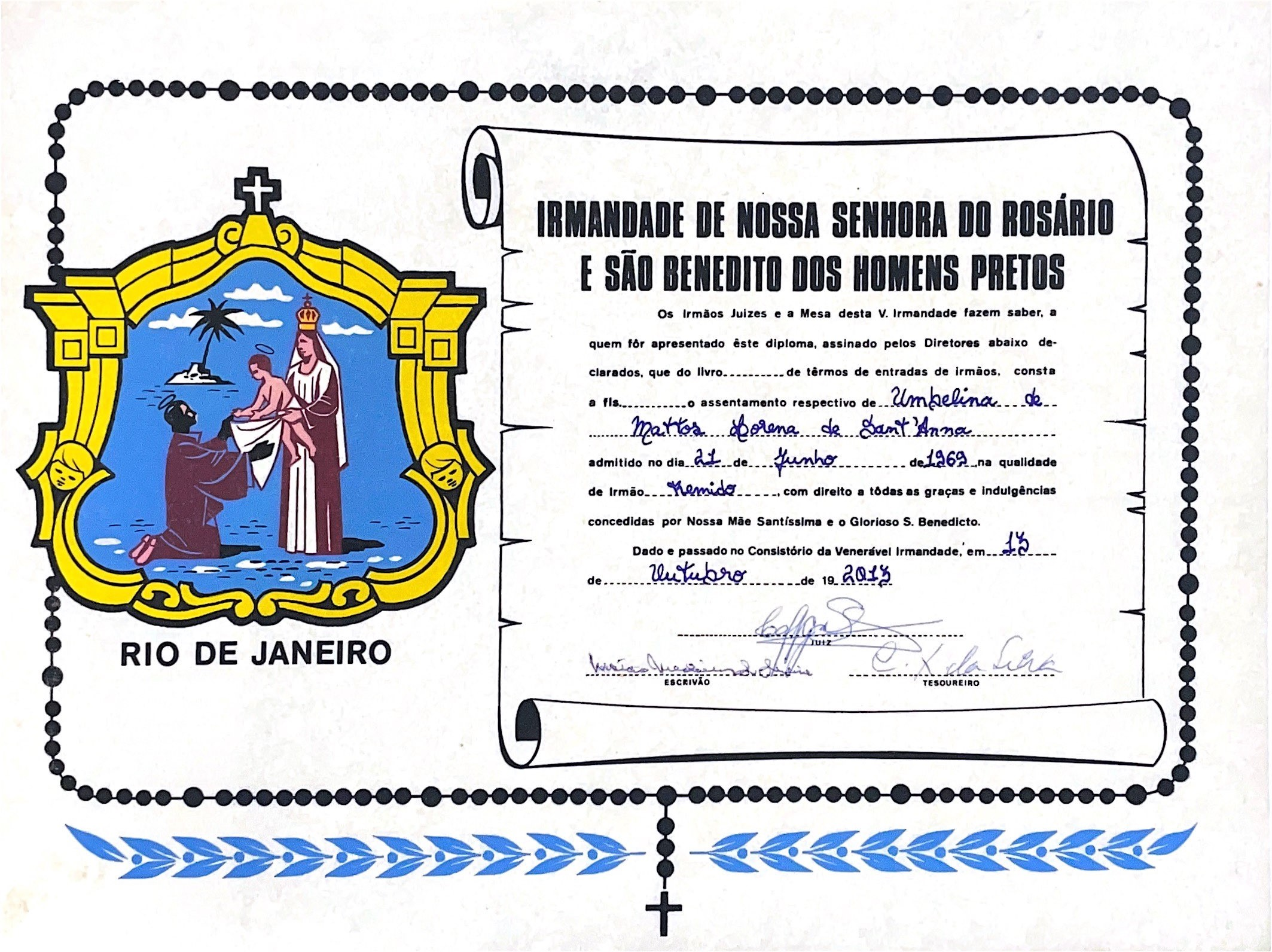
Assentamento de Umbelina como Irmão Remido da Irmandade de Nossa Senhora do Rosário dos Homens Pretos

Em 1960, volta ao Rio e, paralelamente a seu trabalho voluntário, passa a lecionar Geografia no Colégio Pedro II. Nesse período, escreve três livros didáticos para seus alunos e completa uma especialização em Administração Escolar para Diretores de Ensino Médio. 

### Colégio Estadual Marechal João Baptista de Mattos
Em 1972, após ser Coordenadora geral do Colégio Estadual Visconde de Cairu e Coordenadora da cadeira de Geografia no Colégio Pedro II, tornou-se Diretora do Colégio Estadual Marechal João Baptista de Mattos. O colégio em homenagem ao seu pai, localizado em Coelho Neto, na Zona Norte do Rio de Janeiro, foi de especial importância para Umbelina, que tentou transformá-lo visando a aprovação de seus alunos em universidades públicas. Alunos dessa época, assim como outras figuras importantes, atestam a importância de Umbelina como educadora.

### LBA e aposentadoria
Em 1975, muda-se para Paris, onde estuda Francês. Volta ao Rio em 1976 e começa a atuar como Chefe de Centro Social da Legião Brasileira de Assistência até 1981. Aposentou-se como professora do Colégio Pedro II em 1992, mas continuou dando aulas voluntárias, na sua casa no Grajaú (RJ), até sua morte. Em 2012, recebe uma Médaille de Vermeil por sua atuação como educadora. 

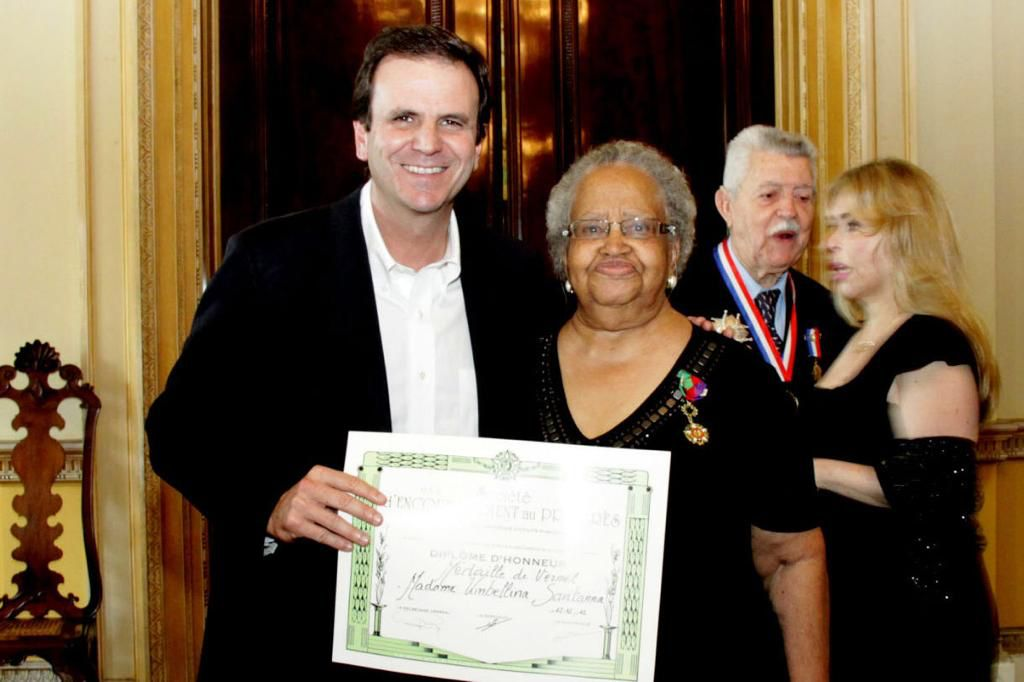
Umbelina recebendo diploma da Société d’Encouragement au Progrès

Após se aposentar, foi entrevistada uma série de vezes para pesquisas sobre seu pai, assim como estudos raciais no Brasil e sobre outras figuras do Exército Brasileiro como o General Lott (seu pai era amigo de Lott, e Umbelina foi amiga de Edna Lott, que também lecionava no Colégio Pedro II, e procurou sua ajuda no caso da prisão e tortura de seu filho). Também realizou uma série de entrevistas e aulas curtas para o YouTube em colaboração com um de seus antigos alunos, com o intuito de registrar sua vida, atuação e pensamentos.